# Blepharis maculata
Blepharis maculata är en akantusväxtart som beskrevs av Raymond Benoist. Blepharis maculata ingår i släktet Blepharis och familjen akantusväxter. Inga underarter finns listade i Catalogue of Life.